# Anolis peucephilus
Anolis peucephilus — вид ігуаноподібних ящірок родини анолісових (Dactyloidae). Ендемік Мексики.

## Поширення і екологія
Anolis peucephilus відомі з кількох місцевостей, розташованих в мексиканському штаті Оахака.